# Креславка (Красноярский край)
Креславка — упразднённая деревня в Краснотуранском районе Красноярского края России. На момент упразднения входила в состав Салбинского сельсовета. Упразднена, предположительно, в 1960-е годы.

## География
Располагалась на правом берегу реки Тюльга (приток реки Салба) в месте впадения в нее ручья Савчиков, юго-восточнее горы Манная, на расстоянии приблизительно 5 км к северо-западу от села Салба.

### Климат
Климат резко — континентальный с холодной зимой и жарким летом, суровый, с большими годовыми и суточными амплитудами температуры. Максимальная высота снежного покрова 46 см. Среднемесячная температура января колеблется от −23,5 ºС до −21,0 ºС, июля от +19,8 ºС до +18,8 ºС. Среднегодовая температура составляет −0,6 ºС ÷ −1,6 ºС. Годовая сумма осадков составляет 389 мм, причем большая её часть выпадает в теплый период года (82 % от годовой суммы).

## История
Основана в 1891 году. По данным на 1926 год село Креславка состояло из 137 хозяйств.  В административном отношении являлось центром Креславского сельсовета Абаканского района Минусинского округа Сибирского края. В селе действовала национальная латгальская школа 1-й ступени.
В 1908 году в селе был построен римско-католический костёл, который был закрыт в 1937 году. 
Значительный урон жизни села нанесли массовые репрессии жителей в 1937-1938 годы. В этот период было арестовано и в большинстве случаев приговорено к высшей мере наказания около 110 жителей села. 

## Население
По данным переписи 1926 года в селе проживало 665 человек (324 мужчины и 341 женщина), основное население — латгальцы.